# 内阿克
内阿克（法語：Néac，法語發音：[neak]）是法国吉伦特省的一个市镇，属于利布尔讷区。

## 地理
内阿克（44°56'26"N, 0°10'45"W）面积6.88 平方千米，位于法国新阿基坦大区吉倫特省，该省份为法国西南部沿海省份，是法國本土面积最大的省，北起滨海夏朗德省，西临大西洋，南至朗德省，东南接洛特-加龍省，东临多爾多涅省。
与内阿克接壤的市镇（或旧市镇、城区）包括：拉朗德德波姆罗勒、蒙塔涅、波姆罗勒、圣埃米利永。

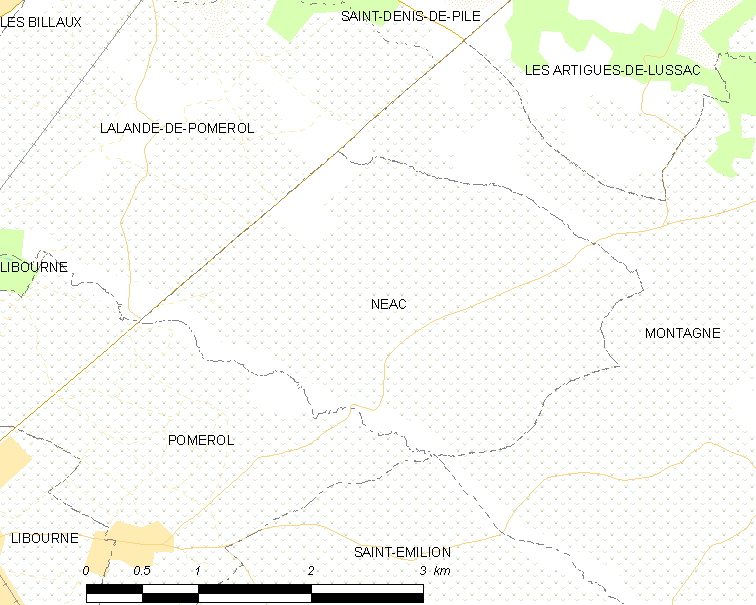
内阿克的OSM定位图

内阿克的时区为UTC+01:00、UTC+02:00（夏令时）。

## 行政
内阿克的邮政编码为33500，INSEE市镇编码为33302。

## 政治
内阿克所属的省级选区为北利布尔奈县。

## 人口

1962-2008年间内阿克人口变化图示

内阿克于2022年1月1日时的人口数量为324人。